# Yavaros
Yavaros (Isla Las Viejas) es un localidad portuaria del estado mexicano de Sonora.
Yavaros está localizado a 22 kilómetros al sur de Huatabampo, así mismo cuenta con una longitud de línea de costa de 111.3 km que incluye la Bahía de Yavaros y el estero de Yavaros-Moroncarit.

## Ubicación
Yavaros se ubica en el municipio Huatabampo en el estado de Sonora en las coordenadas geográficas latitud 26.704722 y longitud -109.518611 a nivel del mar (m s. n. m.).

## Población
Yavaros tiene una población total de 3,692 de los cuales 1,897 son hombres y 1,795 son mujeres.

## Economía
Pesca
La actividad pesquera es la que goza de mayor tradición en la zona y es la actividad económica más importante para el Puerto de Yavaros. Los recursos pesqueros como Camarón, Jaiba, Almeja, Callo de Hacha, Caracol Chino, Lisas, Tilapia, Chihuil, Lenguado, Sierra, Chano, Tiburón y Manta, representan las principales especies que se explotan en la zona.
Turismo
Es uno de los puertos pesqueros más importantes de Sonora, su principal atractivo turístico es el de la pesca deportiva, pues en sus aguas circundantes se pueden capturar ejemplares de tiburón, pez gallo y pargo. También se lleva a cabo el turismo de aventura, mediante la práctica del kayakismo. Esta actividad se desarrolla todo el año, principalmente en temporada invernal cuando el clima es menos agresivo. También los observadores de aves gustan de la práctica del kayak principalmente en el invierno cuando las aves migratorias se refugian en el estero. 
Industria
La industria del Puerto de Yavaros se instaló hace más de 2 décadas contando actualmente con 5 plantas industriales, una enlatadora de sardina, tres harineras de pescado, una de descabezamiento y desviscerado. La planta agroindustrial la conforman una enlatadora y seis empaques de hortalizas y legumbres y dos industrias productoras de insumos agrícolas. La industria de empacado de carne de jaiba se encuentran en la cabecera municipal y otras comunidades del municipio. La flota pesquera industrial de Yavaros incluye barcos camaroneros y sardineros y es considerada como la tercera en número y capacidad en el estado de Sonora.
Minería
En Yavaros se extrae y explota la sal en dos pequeñas salinas ubicada a la entrada del Puerto.